# Segreti e delitti
Segreti e delitti è stato un programma televisivo italiano di genere rotocalco e criminologico, andato in onda in prima serata su Canale 5 dal 6 giugno 2014 al 26 febbraio 2019, con la conduzione di Gianluigi Nuzzi, affiancato da Alessandra Viero nel 2014 e nel 2015 e da Cesara Buonamici nel 2019.

## Il programma
Il programma, spin-off della trasmissione di Rete 4 Quarto grado, era realizzato dalla testata giornalistica Videonews e curato da Siria Magri. Trattava di grandi casi di cronaca irrisolti del presente e del passato, con inviati, ospiti in studio, docu-fiction ed interviste esclusive. 
Opinionisti fissi del programma: Luciano Garofano, Elenoire Casalegno, Massimo Picozzi, Alessandro Meluzzi e Carmelo Abbate.

## Edizioni
| Edizione | Anno | Conduzione      | Conduzione       | Periodo          | Periodo          | Puntate      | Puntate  | Regia         |
| Edizione | Anno | Conduzione      | Conduzione       | Inizio           | Fine             | Prima serata | Speciali | Regia         |
| -------- | ---- | --------------- | ---------------- | ---------------- | ---------------- | ------------ | -------- | ------------- |
| 1ª       | 2014 | Gianluigi Nuzzi | Alessandra Viero | 6 giugno 2014    | 18 luglio 2014   | 7            | 1        | Dario Calleri |
| 2ª       | 2015 | Gianluigi Nuzzi | Alessandra Viero | 12 giugno 2015   | 24 luglio 2015   | 7            | –        | Dario Calleri |
| 3ª       | 2019 | Gianluigi Nuzzi | Cesara Buonamici | 26 febbraio 2019 | 26 febbraio 2019 | 1            | –        | Dario Calleri |

## Puntate e ascolti

### Prima edizione (2014)
Le puntate previste erano inizialmente quattro, ma il 20 giugno 2014 fu annunciato il prolungamento del programma per altre tre settimane.
Il 16 giugno 2014 è andata in onda in seconda serata una puntata speciale dedicata agli importanti aggiornamenti arrivati nel pomeriggio di quel giorno sul caso di Yara Gambirasio.
| Puntata | Messa in onda  | Ascolti        | Ascolti |
| Puntata | Messa in onda  | Telespettatori | Share   |
| ------- | -------------- | -------------- | ------- |
| 1       | 6 giugno 2014  | 2 469 000      | 13,05%  |
| 2       | 13 giugno 2014 | 1 843 000      | 9,76%   |
| 3       | 20 giugno 2014 | 3 120 000      | 17,38%  |
| 4       | 27 giugno 2014 | 2 894 000      | 16,68%  |
| 5       | 2 luglio 2014  | 2 094 000      | 11,67%  |
| 6       | 11 luglio 2014 | 2 699 000      | 16,23%  |
| 7       | 18 luglio 2014 | 2 421 000      | 13,76%  |
| Media   | Media          | 2 424 000      | 14,29%  |

### Seconda edizione (2015)
Il programma è stato confermato per una seconda edizione, sempre condotta da Gianluigi Nuzzi con la partecipazione di Alessandra Viero, che è stata trasmessa tutti i venerdì per 7 settimane su Canale 5, a partire dal 12 giugno al 24 luglio 2015.
| Puntata | Messa in onda  | Ascolti        | Ascolti |
| Puntata | Messa in onda  | Telespettatori | Share   |
| ------- | -------------- | -------------- | ------- |
| 1       | 12 giugno 2015 | 2 204 000      | 12,15%  |
| 2       | 19 giugno 2015 | 2 030 000      | 11,15%  |
| 3       | 26 giugno 2015 | 1 989 000      | 12,17%  |
| 4       | 3 luglio 2015  | 1 750 000      | 11,18%  |
| 5       | 10 luglio 2015 | 1 650 000      | 11,34%  |
| 6       | 17 luglio 2015 | 1 562 000      | 10,86%  |
| 7       | 24 luglio 2015 | 1 917 000      | 13,56%  |
| Media   | Media          | 1 871 000      | 11,79%  |

### Puntata unica (2019)
A quasi quattro anni di distanza dall'ultima edizione, nel febbraio 2019 è uscita la notizia del ritorno del programma in prima serata, sempre su Canale 5. Il programma ha avuto una puntata, in onda martedì 26 febbraio 2019, sempre con la conduzione di Gianluigi Nuzzi affiancato da Cesara Buonamici. 
| Puntata | Messa in onda    | Ascolti        | Ascolti |
| Puntata | Messa in onda    | Telespettatori | Share   |
| ------- | ---------------- | -------------- | ------- |
| 1       | 26 febbraio 2019 | 1 726 000      | 9,41%   |

## Audience
| Edizione | Rete televisiva | Anno | Stagione         | Programmazione | Programmazione | Programmazione | Programmazione | Programmazione | Programmazione | Programmazione | Collocazione | Media auditel  | Media auditel |
| Edizione | Rete televisiva | Anno | Stagione         | L              | M              | M              | G              | V              | S              | D              | Collocazione | Telespettatori | Share         |
| -------- | --------------- | ---- | ---------------- | -------------- | -------------- | -------------- | -------------- | -------------- | -------------- | -------------- | ------------ | -------------- | ------------- |
| 1ª       | Canale 5        | 2014 | primavera-estate |                |                |                |                |                |                |                | Prima serata | 2 424 000      | 14,29%        |
| 2ª       | Canale 5        | 2015 | primavera-estate |                |                | 1 871 000      | 11,79%         |                |                |                | Prima serata |                |               |
| 3ª       | Canale 5        | 2019 | inverno          |                |                | 1 726 000      | 9,41%          |                |                |                | Prima serata |                |               |